# Maciej Szczepański (chirurg)

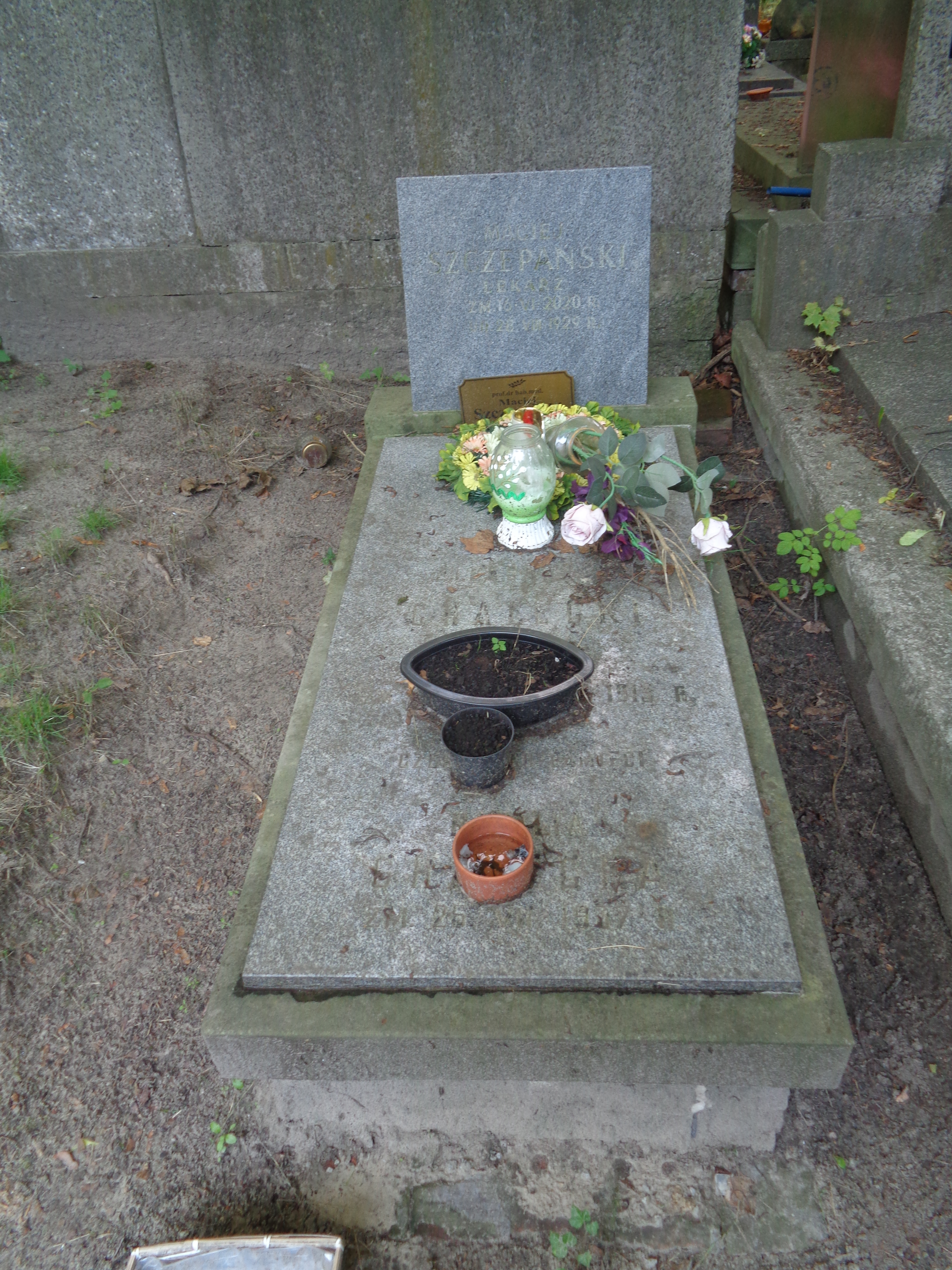
Grób Macieja Szczepańskiego na Cmentarzu Powązkowskim w Warszawie

Maciej Szczepański (ur. 1929, zm. 16 czerwca 2020) – polski chirurg, specjalista chorób naczyń, prof. dr hab.

## Życiorys
Obronił pracę doktorską, następnie uzyskał stopień doktora habilitowanego. 17 kwietnia 1992  nadano mu tytuł profesora w zakresie nauk medycznych. Pracował w Zakładzie Biochemii i Biologii Molekularnej, Studium Kliniczno-Dydaktyczne Centrum Medycznym Kształcenia Podyplomowego, w latach 1984–1999 kierował Pracownią Hemostazy Zakładu Biochemii CMKP, w latach 1993–1996 pełnił funkcję zastępcy dyrektora CMKP ds. Dydaktyczno-Naukowych, ponadto był członkiem Towarzystwa Chirurgów Polskich.
Zmarł 16 czerwca 2020.